# Riesgo sanitario
El riesgo sanitario se refiere a una medida de los posibles perjuicios para la salud de una población concreta derivados de la ocurrencia de una situación peligrosa, como por ejemplo la aparición de una pandemia o los efectos de ciertos factores ambientales.
El riesgo para un determinado grupo de personas g viene dado por su vulnerabilidad Vg y por la probabilidad p de que personas de dicho grupo se hallen expuestas a la mencionada situación peligrosa. Una posible medida del riesgo sanitario para el grupo g en ese caso se puede modelizar como una función del tipo:

{\displaystyle R_{g}=R_{g}(V_{g},p)}

Por ejemplo, a corto plazo una campaña de vacunación puede disminuir la vulnerabilidad Vg, lo cual supone una disminución del riesgo (en el supuesto ordinario de que la función monótona creciente de la vulnerabilidad). A largo plazo las campañas de vacunación pueden eliminar o marginalizar una epidemia con lo cual se observa igualmente una reducción en p y una subsiguiente disminución del riesgo sanitario. Por otra parte los factores de riesgo (propiamente factor de peligrosidad) afectan indirectamente al riesgo al hacer aumentar p, es decir, un factor de riesgo hace más probable la ocurrencia de un determinado evento peligroso.